# Arion (grupo musical)
Arion es un grupo finlandés de metal, formado en 2011 y liderado por Iivo Kaipanen (guitarrista). Arion ganó fama tras actuar en la final nacional de Finlandia para Eurovisión en 2013 con su primera canción, Lost. Desde entonces han lanzado diversos singles, un EP y tres álbumes. En marzo de 2016, Arion grabó un dueto llamado At the Break of Dawn junto con Elize Ryd de Amaranthe. Su tercer álbum, Vultures Die Alone, incluye una colaboración de la vocalista finlandesa Noora Louhimo, cantante de Battle Beast, en el tema Bloodline.

## Discografía

### Discos de estudio
- Last Of Us (2014)
- Life Is Not Beautiful (2018)
- Vultures Die Alone (2021)
- The light That burns The sky (2025)

### Ep
- New Dawn (2013)

### Singles
- Seven (2013)
- Unforgivable (2016)
- At The Break Of Dawn (2016)
- No One Stands In My Way (2017)
- Bloodline (2020)
- Out Of My Life (2021)